# هایکو
| هایکو 俳句                                          |
|                                                     |
| مفاهیم وابسته                                       |
| تانکو · چوکا                                        |
| هایکو                                               |
| مهم‌ترین هایکوسرایان                                 |
| ماتسوئو باشو یوسا بوسون کوبایاشی ایسا ماسائوکا شیکی |

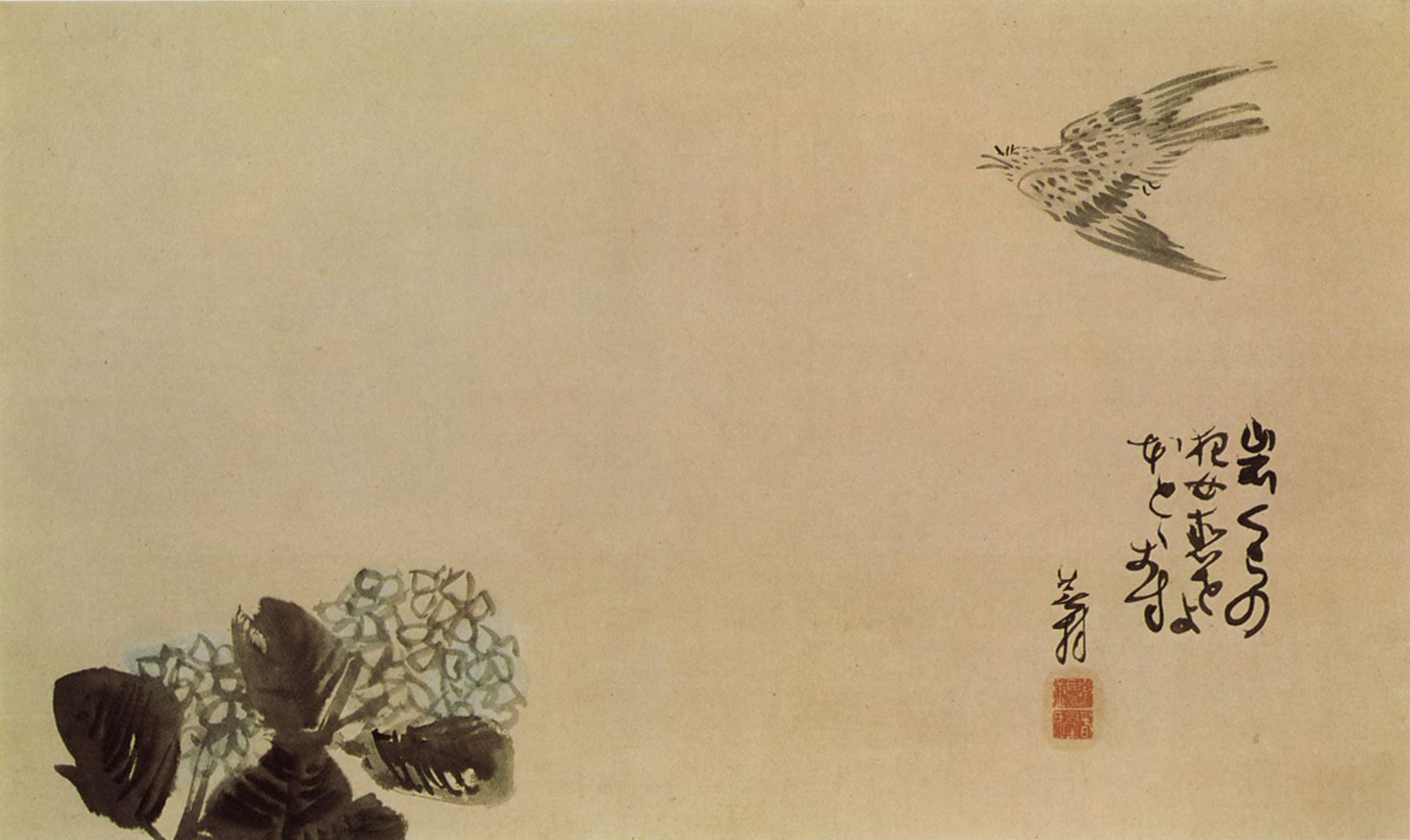

هایکو (به ژاپنی: 俳句) کوتاه‌ترین شعر ژاپنی‌ است.
آنچه به‌عنوان اشعار هایکو می‌شناسیم، در حقیقت، سه بند آغازین (هوکّو) اشعار زنجیره‌ای (رنگا) با مضامین طنزآمیز (سبک هایکای) است که در قرن هفدهم به قالبی مستقل در شعر ژاپن تبدیل شد. این قالب، نخست هوکّو یا هایکای خوانده می‌شد، اما «ماسائوکا شیکی» (۱۹۰۲–۱۸۶۸) در قرن نوزدهم نام هایکو بر آن نهاد.
هایکوها از ۱۷ مورا (Mora) تشکیل شده‌اند و به ترتیب به صورت سه واحد پنج‌تایی، هفت‌تایی و پنج‌تایی از پی هم می‌آیند. هرچند که گاه هایکوها را دارای ۱۷ هجا برمی‌شمارند اما از لحاظ زبان‌شناسی، هجا و مورا دو مفهوم متفاوت هستند و یک واکه بلند می‌تواند از دو مورا تشکیل شود. وزن شعر هایکو بر پایه شمارش موراها تعیین می‌شود. به‌طور معمول هایکوها دارای کی‌گُو (kigo) یا فصل‌واژه‌ها و کیره‌جی (kireji) یا برش‌واژه‌ها هستند.
اشعار هایکو، بدون قافیه ولی موزون هستند، اما وزن آن‌ها مانند شعر انگلیسی مبتنی بر توالی و توزیع هجاهای تکیه‌بر و بی‌تکیه، و مانند شعر فارسی و عربی مبتنی بر توالی و توزیع هجاهای بلند و کوتاه نیست بلکه آنچه در اشعار این زبان ایجاد موسیقی می‌کند، تعداد هجاهای بندهای آن است. یعنی ژاپنی‌زبان با شنیدن بندهای متوالی پنج هجایی و هفت هجایی احساس می‌کند که با کلامی موزون و آهنگین روبرو است. قالب هایکو، از سه بند تشکیل می‌شود که بند نخست آن پنج هجا، بند دوم هفت هجا و بند آخر نیز پنج هجا دارند. البته باید توجه داشت که مقصود ما از هجا، مفهوم سنتی آن در ادبیات ژاپن است که با مفهوم هجا در زبان‌شناسی مدرن اندکی تفاوت دارد. هجا در معنای سنتی ژاپنی، معادل مفهوم «مورا» در واج‌شناسی مدرن است. مورا به معنی واحدهایی است که کشش یکسان دارند. بنابراین تعریف، هجاهای سنگین، یعنی هجاهایی که واکه مرکب دارند یا هجاهای دارای «پایانه» دو «مورا» محسوب می‌شوند. در حقیقت، در وزن شعر کلاسیک ژاپنی، موراها شمرده می‌شوند نه هجاها. مثلاً واژه ژاپنی «رونین» (rōnin) از دو هجا تشکیل شده (rō.nin)، ولی چهار مورا دارد (ro.o.ni.n).

## کی‌گُو

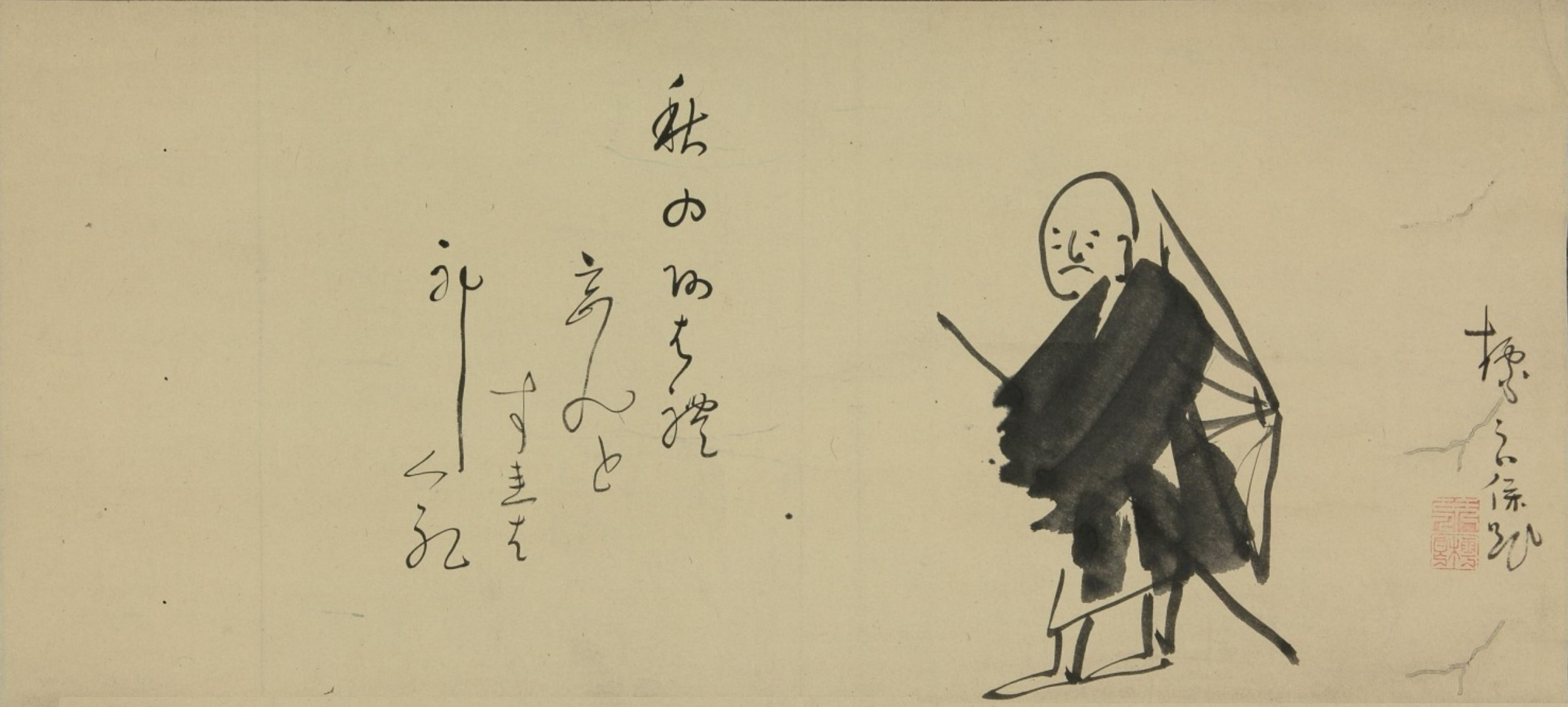

یکی از ویژگی‌های هایکو استفاده از عناصر فصلی یا «فصل‌واژه» در آن است. منظور از فصل‌واژه، واژه خاصی در شعر است که به فصل معینی از سال اشاره می‌کند و در حقیقت، فصل هایکو را مشخص می‌کند. در اولین نمونه‌های در دستِ شعر ژاپنی، به جز در برخی تانکاها، از عناصری که به فصل خاصی اشاره کند اثری نمی‌بینیم و به‌طور قطع می‌توان گفت که در دوران نارا، وجود فصل‌واژه در تانکا اجباری نبوده‌است. استفاده از اشارات فصلی از زمان رواج رنگاهای کوتاه اولیه به‌تدریج رایج شد و در زمان رواج رنگاهای بلند، به یک قاعده تخطی‌ناپذیر تبدیل شد. پس از این دوران، اولین سراینده هر رنگا باید از یک فصل‌واژه در بخش نخست رنگا (هوکّو) استفاده می‌کرد. دربارهٔ دلیل استفاده الزامی از فصل‌واژه‌ها در هوکّوهای رنگاهای بلند آرای گوناگونی وجود دارد و دلیل قطعی آن مشخص نیست، اما احتمالاً پرداختن به طبیعت و موضوعات طبیعی و آوردن عناصر طبیعت در اشعاری که در مراسم مشاعره خوانده می‌شد علت تحکیم جایگاه فصل‌واژه‌ها در ابتدای رنگاهای بلند بوده‌است. در رنگاهایی که در مراسم مشاعره خوانده می‌شد، پسندیده‌تر آن بود که فصل رنگا با فصلی که مشاعره در آن رخ می‌داد یکی بود. اگر شاعری در هوکّو واژه‌ای به کار می‌برد که فصلی جز فصل حاضر را تداعی می‌کرد، دلیلی بر سستی شعر بود. وجود فصل‌واژه حس بداهه بودن شعر را نیز بالاتر می‌برد. فصل‌واژه پس از باشو اهمیت بیشتری یافت. از نظر باشو طبیعت مانند استادی بزرگ بود که همه حقایق را می‌شد از این استاد آموخت. مهم‌ترین درس قابل مشاهده این استاد، آمدن و رفتن فصل‌ها بود. در تفکر وابی‌سابی نیز توجه به فصول سال و تغییرات آن، نشانه‌ای از توجه به میرایی و نپایندگی و گذر زمان است.
کی‌گُو یا فصل‌واژه شامل پنج گروه بهاری، تابستانی، پاییزی، زمستانی و روز نوی است. البته نشانه‌های سال نو (正月, shōgatsu) به دلیل قرار گرفتن سال نوی مسیحی در زمستان، جزو زمستان طبقه‌بندی می‌شوند. این کی‌گُو در ژاپن تازگی دارد. پیش از آن که ژاپن در سال ۱۸۷۳ میلادی تقویم گریگوری را جایگزین گاه‌شماری سنتی خود کند، سال نو در این کشور با بهار آغاز می‌شد.
چند مثال از نشانه‌های فصلی:
- بهارواژه: شکوفه گیلاس (Sakura)، کوکو یا فاخته، گل کاملیا (tsubaki)، قورباغه (Kaeru,kawazu)
- تابستان‌واژه: کرم شب‌تاب (Hotaru)، داروَگ (قورباغه باران) (Amagaeru)
- پاییزواژه: خرمالو (Kaki)، سرمای شب (Yosamu)
- زمستان‌واژه: برف (Yuki)
- روز نو واژه: پایان سال

## کیره‌جی
در هایکوهای ژاپنی، کیره‌جی یا برش‌واژه‌ها به‌طور معمول در انتهای یکی از سه‌پاره‌های شعر نمایان می‌شود و نقش وقفه و سکوت را ایفا می‌کند. گفته می‌شود که برش‌واژه‌ها از شعر حمایت ساختاری به عمل می‌آورند. بسته به کلمه‌ای که به عنوان برش‌واژه استفاده می‌شود و مکان آن در شعر، رشته افکار برای لحظه‌ای قطع شده و بین عبارت رفته و عبارت نیامده هم‌سنگی ایجاد می‌شود. شاید هم پایان باوقاری به شعر می‌دهد و احساس خاتمه‌یافتگی را تشدید می‌کند.

## چند مثال از هایکو
هایکو:
برکه کهن، آه ! 
جهیدن غوکی 
صدای آب
(ماتسوئو باشو)

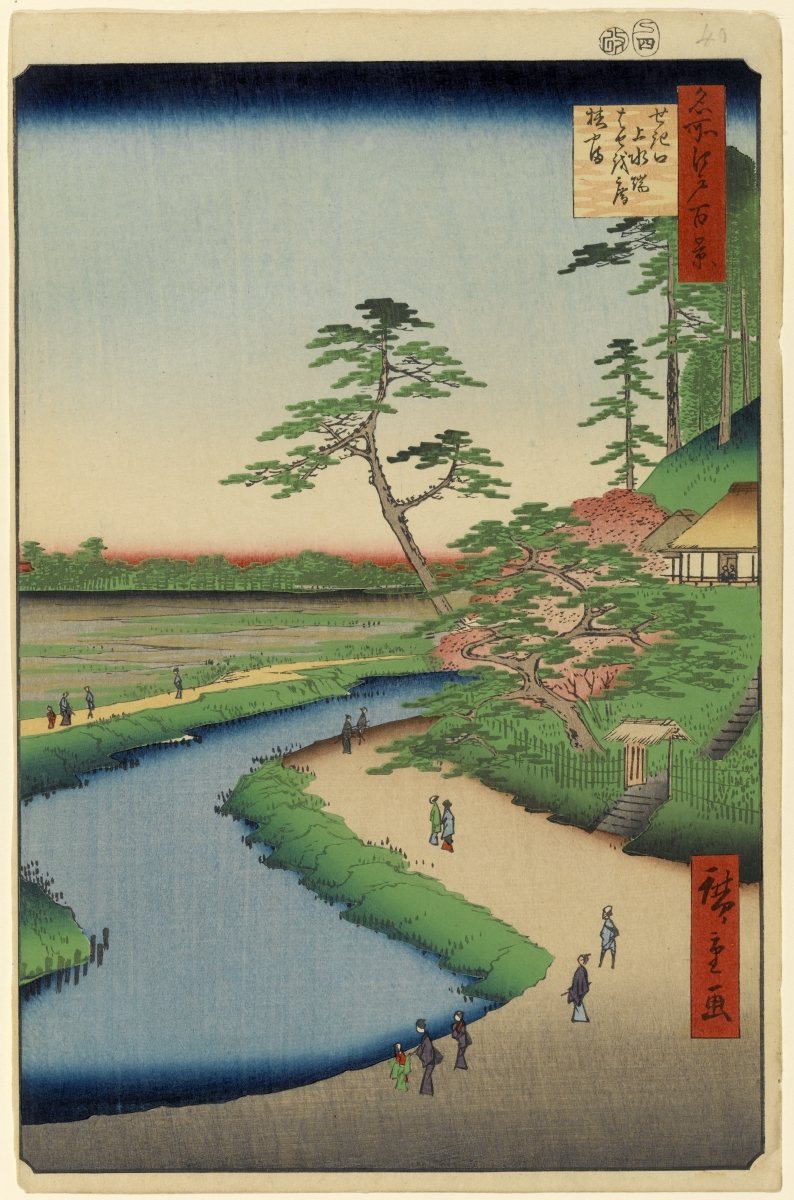
برکه کهن

به زمستان از باران خیس شدن
حتی چتر و کلاهی نداشتن-
باشد! باشد!
(ماتسوئو باشو)
گل های ماه سفیدند
در شب، در بیرون 
شمعی در دستم
(ماتسوئو باشو)
به جای آنکه دورش بیندازم
نهال بید گریان را کاشتم
وقتی که باران بند آمد.
(یوسا بوسون)
در یک سوی
فانوس کاغذی‌ام
نخستین سپیده‌دم بهاری
(کوبایاشی ایسا)
بهار من تنها همین است:
تک نهال بامبو
و یک شاخهٔ بید
(کوبایاشی ایسا)
در روشنای بهاری
من هستم
تو هستی
(تاکاهاما کیوشی)
تنها زمانی کوتاه کنار هم بودیم
و فهمیدیم که عشق
هزاران سال می‌پاید!
(احمد شاملو)

روی جوراب قهوه‌ای‌ام
پروانه‌ای سیاه 
تکان می‌خورد
([ چییو نی فوکودا])

دلخواهش زن 
بنفشه‌های وحشی 
ریشه‌های درهم‌تنیده
([ چییو نی فوکودا ])

## کتب فارسی با موضوع هایکو
- هایکو از آغاز تا امروز/برگردان احمد شاملو/نشر چشمه/۱۳۸۴
- برگ موز در تند باد/ماتسوئو باشو/برگردان ع.پاشایی/نشر اتفاق/ ۱۳۹۸

- بید های گریان/یوسا بوسون/برگردان ع.پاشایی/نشر اتفاق/۱۳۹۸

- یک فنجان چای/کوبایاشی ایسا/برگردان ع.پاشایی/نشر اتفاق/۱۳۹۸

- کوکوی خونین گلو/ماسائوکا شیکی/برگردان ع.پاشایی/نشر اتفاق/۱۳۹۸
- يك داوودى سپيد، فقط يكى/ هايكوهاى غيرژاپنى/ برگردان رضا عابدين زاده/ نشر آرادمان/ ١٣٩٤
- صد هایکوی مشهور/دانیل سی بیوکانن/برگردان ع.پاشایی/۱۳۶۹
- چگونه پیدایت کردم/رابرت جانستون/نشر پرنده/تابستان۱۴۰۰
- تعدادی هایکو در کتاب آوای جهیدن غوک/برگردان زویا پیرزاد/۱۳۷۱
- هایکو در چهار فصل/مهوش شاهق و شهلا سهیل/۱۳۷۳

- زنبور بر کف دست بودای خندان/ مجموعه هایکوهای مدرن، ترجمه از ژاپنی قدرت‌الله ذاکری/نشر مروارید/۱۳۸۶
- یک پنجشنبه بی تو / هایکو /رضاآشفته/ نشر آوای کلار / ۱۳۸۶

- هایکو هر جا که بخواهد می‌وزد / کیارنگ علایی/ نشر روزآمد/ ۱۳۸۷

- ماه بالای سر مجنون / هایکوی جبهه / علی اصغر بیک وردی نشر فصل پنجم / ۱۳۹۰

- هایکو، شعر ژاپنی / ترجمه ع. پاشایی و نسترن پاشایی/ نشر نظر/ ۱۳۹۰

- بیدها در باد / امیر آقایی / انتشارات حوض نقره / ۱۳۸۹

- آدامس گمشده / مهدی قنبری / نشر فصل پنجم / ۱۳۹۲
- مستقیمی، محمد (۱۳۹۱). آیینه‌پردازان،درشناخت ماهیَت و ساختار شعر. سازمان فرهنگی تفریحی شهرداری اصفهان. شابک ۹۷۸-۶۰۰-۱۳۲-۰۵۸-۳.

- گوش‌ماهی‌های خرد شده / هنگامه ناهید / انتشارات روزنه / ۱۳۹۶

- پُل معلق چوبی / هنگامه ناهید / نشر شورآفرین / ۱۳۹۹
- قورباغه مأیوس/ مهدی قنبری/ ۱۴۰۰/ نشر فصل پنجم
- هایکو میراث ژاپن /رضا جلالی الوار /نشر افروغ /١۴٠٠
- در شناخت هایکو. تحقیقی در هایکو شناسی. نشر مهر و دل. 1401
- لبخند سنگ/هاتف اسداللهی/نشر فصل پنجم/۱۳۹۵
- آن صورت دردمند: گزیده هایکو ذن های سانتوکا تاندا / برگردان رضا عابدین زاده / نشر آرادمان / ۱۳۹۷
- زیبای غمگین/گزیده هایکو چییو‌نی‌فوکودا/ترجمه سعیدجهانپولاد/نشرهرمز ۱۴۰۲